# Lynn Arthur Steen
Lynn Arthur Steen (Chicago, 1 de janeiro de 1941) é um matemático estadunidense.

## Obras
- com J. Arthur Seebach Jr. Counterexamples in Topology, Holt, Rinehart and Winston 1970, 2ª Edição, Springer Verlag 1978, Reprint Dover 1995
- Editor: Mathematics Today- twelve informal essays, Springer Verlag 1978, Vintage Books 1980
- Editor Mathematics Tomorrow, Springer Verlag 1981
- Achieving quantitative literacy: an urgent challenge for higher education, MAA 2004
- Editor: Mathematics and democracy: the case for quantitative literacy, National Council on Education and the Disciplines (NECD), Princeton 2001
- Why numbers count: quantitative literacy for tomorrow’s America, College Entrance Examination Board, Nova Iorque 1997
- On the shoulders of giants: new approaches to numeracy, Mathematical Sciences Education Board, Washington D. C. , National Academy Press 1990
- Editor Calculus for a New Century: A Pump, not a Filter, Washington D. C., MAA 1988
- Editor For all practical purposes: introduction to contemporary mathematics, W. H. Freeman 1991
- Editor: Math and bio 2010: linking undergraduate disciplines, MAA 2005
- Everybody counts: Report to the Nation on the Future of Mathematics Education, National Academy Press 1989
- The science of patterns, Science, Volume 240, 1988, p. 611-616
- From counting votes to making votes count: the mathematics of elections, Scientific American, Outubro 1980
- New Models of the real number line, Scientific American, Volume 224, 1971